# Charonias eurytele
Charonias eurytele is een vlindersoort uit de familie van de Pieridae (witjes), onderfamilie Pierinae.
Charonias eurytele werd in 1853 beschreven door Hewitson.